# Ponte de Ervedal
A ponte de Ervedal, também referida como Ponte sobre a Ribeira de Almadafe, é uma ponte pênsil sobre um dos braços da Barragem de Maranhão ligando a sede da freguesia de Ervedal (Avis) à outra margem.
Com projecto de autoria do Prof. Eng. Edgar Cardoso, elaborado em 1957 e com encargo da Obra do Sorraia (Aproveitamento Hidroagrícola do Vale do Sorraia)  tendo a obra sido concluída no início da Década de 60.
A ponte original tinha o tabuleiro em madeira de pinho. Tendo sido projectada para uma vida útil de 10 anos. Esteve em funcionamento perto de 40 anos.
A necessidade da ponte foi justificada através de despacho em que se justificava que as actividades agrícolas na região não podiam ser prejudicadas, sendo que estava previsto o uso da ponte por carros de parelha, aconselhando o perfil transversal da ponte ser o mínimo por forma a uma maior economia.
A ponte ficou interdita em 1985 devido a um incêndio que queimou parte do pavimento, estando 10 anos só a funcionar com passagem de peões e gado.
Foi reparada em 1998 com uma estrutura metálica. Tendo sido em 1996 convidado por parte do Município de Avis, o Gabinete do Prof. Edgar Cardoso, tendo sido reforçada e aumentada substancialmente a sua capacidade.

## Curiosidades
Dizem as gentes da região por graça, que se trata de uma maquete da Ponte 25 de Abril e tendo servido para ensaio, dadas a semelhança (ponte pênsil) e o período de construção ser simultâneo
De igual forma se conta que a ponte ficou danificada em virtude de uma discussão entre 2 pastores por causa da passagem do gado. Tal nunca ficou provado nem se sabe quem foram os pastores.